# Marzales
Marzales ist ein Ort und eine nordwestspanische Gemeinde (municipio) mit nur noch 41 Einwohnern (Stand: 2024) im Westen der Provinz Valladolid in der Autonomen Region Kastilien-León.

## Lage und Klima
Der ca. 700 m hoch gelegene Ort Marzales liegt am Río Hornija, einem Nebenfluss des Duero, in der Iberischen Meseta ca. 46 km (Fahrtstrecke) südwestlich von Valladolid bzw. gut 16 km nordwestlich der sehenswerten Kleinstadt Tordesillas. Das Klima im Winter ist kalt, im Sommer dagegen warm bis heiß; der spärliche Regen (ca. 385 mm/Jahr) fällt verteilt übers ganze Jahr.

## Bevölkerungsentwicklung
| Jahr      | 1857 | 1900 | 1950 | 2000 | 2019 |
| Einwohner | 325  | 285  | 189  | 79   | 45   |

Der kontinuierliche Bevölkerungsrückgang seit der Mitte des 19. Jahrhunderts ist im Wesentlichen auf die Reblauskrise im Weinbau, die Mechanisierung der Landwirtschaft und die Aufgabe bäuerlicher Kleinbetriebe zurückzuführen (Landflucht).

## Wirtschaft
Die Einwohner der Gemeinde lebten jahrhundertelang als Selbstversorger von der Landwirtschaft, zu der auch ein wenig Viehzucht (Schafe, Ziegen, Hühner) und in geringem Umfang auch der Weinbau gehörte. Haltbare oder haltbar gemachte Überschüsse (Käse, Würste, Schinken etc.) konnten bei fahrenden Händlern oder auf den Märkten von Valladolid getauscht oder verkauft werden.

## Geschichte
Römische, westgotische und auch maurische Funde fehlen. Schon im 9. Jahrhundert eroberten asturisch-leonesische Heere die Gebiete nördlich des Duero zurück (reconquista), die anschließend von Zuwanderern aus der gesamten Iberischen Halbinsel – wiederbesiedelt (repoblación) wurden.

## Sehenswürdigkeiten
Die Iglesia de San Cristóbal entstand im 16. Jahrhundert. Bemerkenswert ist die Vorhalle (portico) auf der Südseite, über deren Zweck nur spekuliert werden kann, die aber in der Tradition zahlreicher romanischer Kirchen der Region steht. Das einschiifige Innere der Kirche bewahrt einen imposanten Barockaltar.